# Casa de los Entremeses
La Casa de los Entremeses (en catalán: La Casa dels Entremesos) es un centro de producción y difusión de la cultura popular tradicional de Barcelona. Sus orígenes se remontan a 1439, reabriendo sus puertas en su actual ubicación en 2009. Está gestionada por la Federación de Entidades de Cultura Popular y Tradicional de Barcelona Vieja, que tiene aquí su sede.

## Edificio
La Casa de los Entremeses está ubicada en la calle de las Beatas, 2, en el Distrito de Ciutat Vella de Barcelona. Ocupa un caserón del siglo XVIII, que forma parte del Palacio Mercaders, junto a la finca contigua (calle Mercaders, 42), sede del Círculo Artístico de San Lucas. El conjunto está catalogado como Bien Cultural de Interés Local.
La Casa de los Entremeses dispone de 1.244 metros cuadrados de superficie útil, repartidos en cuatro plantas. La planta baja está destinada a la exposición permanente de la imaginería festiva. El edificio cuenta también con biblioteca y varias salas para eventos y reuniones.

## Historia

### Orígenes
Entremeses era el nombre que recibían las representaciones que, desde el siglo XII, se realizaban en grandes fiestas y banquetes cortesanos, entre plato y plato, para entretener a los comensales. En estas representaciones participaban juglares y actores, que a menudo se valían de elementos figurados de madera, como muñecos antropomorfos, zoomorfos y seres fantásticos.
En el siglo XIV se iniciaron en Barcelona las procesiones con motivo de la festividad del Corpus Christi —están documentadas desde 1320—, a las que se incorporaron los entremeses y sus figuras y bestias, que realizaban representaciones itinerantes de episodios bíblicos y apologéticos de las vidas de santos.
Para garantizar la conservación de las figuras y los bailes, en 1439 el Consejo de Ciento, gobierno municipal de Barcelona, instituyó por decreto la Casa de los Entremeses. En este edificio, sito en la calle de los Entremeses (luego llamada calle de los Gigantes) se guardaron las figuras hasta su desaparición, en el siglo XVIII.

### Recuperación
En 1983, con motivo de la recuperación de la fiestas de Santa Eulalia, se creó la «Coordinadora de Colles de Gegants i Bestiari de Ciutat Vella», posteriormente transformada en la actual federación. En los años siguientes la Coordinadora impulsó la recuperación la imaginería festiva barcelonesa, surgiendo la necesidad de contar con un local para llevar a cabo sus actividades y  guardar las figuras y bestias, a modo de la antigua Casa de los Entremeses.
Tras rechazar el traslado a la antigua Casa de la Moneda, en 2007 la Coordinadora y el Ayuntamiento de Barcelona acordaron la cesión un caserón del Palacio Mercaders, ubicado en la confluencia de la calle Mercaders con la plaza Beatas, recuperando para este espacio la denominación histórica de Casa de los Entremeses. Finalizada la remodelación integral del edificio, con una inversión de 2,5 millones de euros, la nueva Casa de los Entremeses fue inaugurada por el alcalde Jordi Hereu el 20 de septiembre de 2009, en el marco de las Fiestas de la Merced.

## Actividades
En La Casa de los Entremeses tiene su sede social la Federación de Entidades de Cultura Popular y Tradicional de Barcelona Vieja, así como la quincena de entidades que la integran. Estas asociaciones representan múltiples ámbitos de la cultura popular y del folclore catalán, como los gigantes y cabezudos, el bestiario festivo, los diablos, las danzas tradicionales (baile de bastones, sardanas, etc.), los «falcons», los trabuqueros o el belenismo. Todas estas agrupaciones organizan en La Casa de los Entremeses múltiples actividades relacionadas con su ámbito de cultural, como exposiciones temáticas, conciertos, cursos y talleres, ciclos de conferencias, etc.
La Casa de los Entremeses alberga también una exposición permanente de imaginería festiva barcelonesa, con una cincuentena de gigantes, cabezudos y bestiario. Entre las figuras exhibidas destacan los históricos gigantes del Pi, los Gigantes viejos de la Plaza Nueva, que datan de 1906, y los Gigantes viejos de la Casa de la Caridad, de 1919.